# سطح منحدر

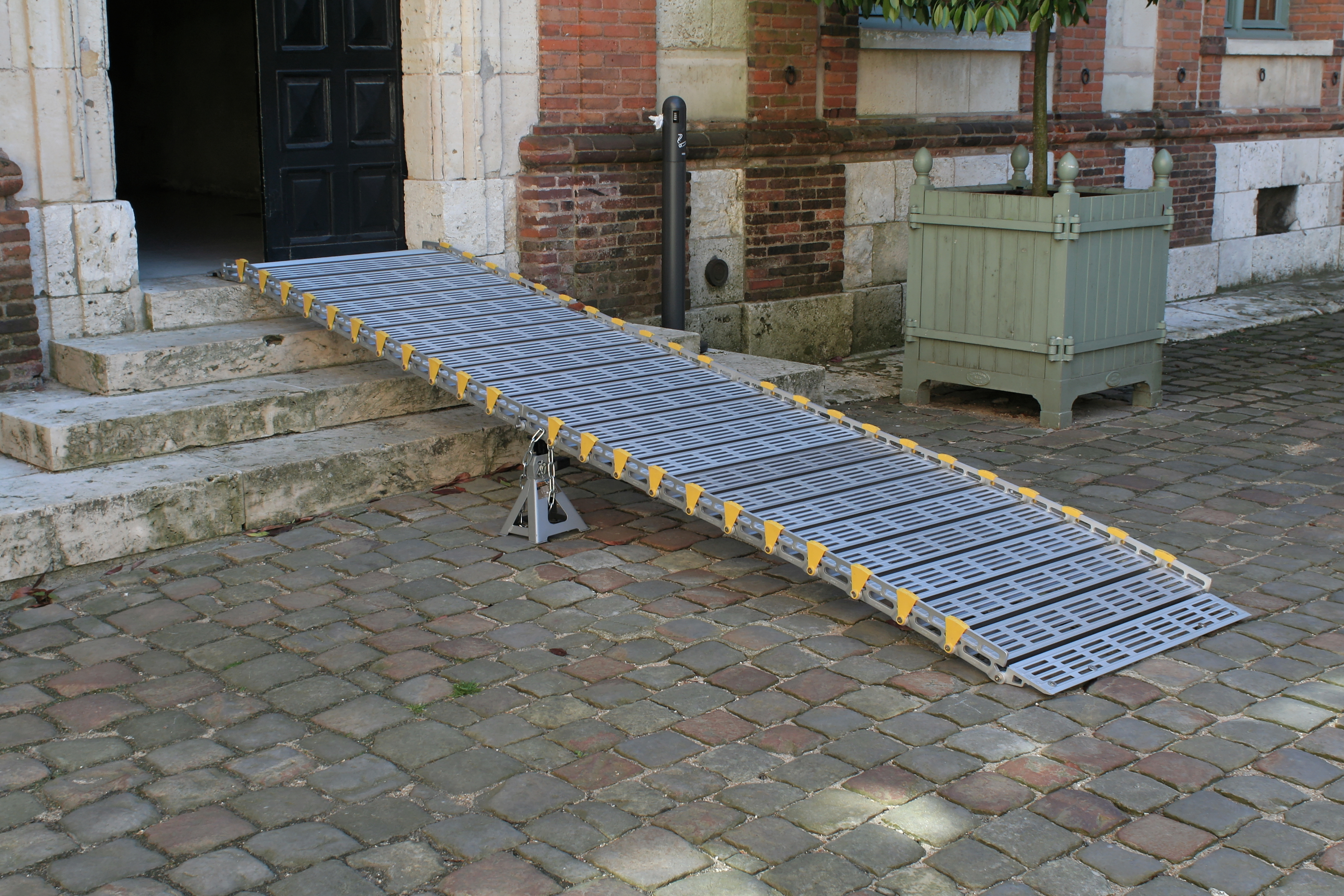
سطح منحدر لكرسي متحرك في فندق مونتكوت، شارتر، فرنسا

السطح المنحدر أو المستوى المائل أو الحَدَل أو الحَدَلَة هو سطح يميل بزاوية عن السطح الأفقي بحيث تكون نهايته عند ارتفاعين مختلفين. يستخدم السطح المنحدر لتسهيل رفع الأجسام على سطحه بحيث تكون القوة اللازمة للرفع أقل منها بشكل عامودي على السطح الأفقي. يعتبر السطح المنحدر من الآلات البسيطة الستة التي حددها علماء عصر النهضة والتي لا تحتوي على أجزاءٍ متحركة.

## تحليل

سطح منحدر.

حسب قانون حفظ الطاقة فإن الطاقة اللازمة للرفع لا تتغير (بإهمال طاقة الاحتكاك) سواء استعمل السطح المنحدر أم لا، ولكن القوة اللازم تطبيقها للرفع تكون أصغر في حال استخدام السطح المنحدر، وذلك بسبب تحليل قوة ثقالة الجسم إلى مركبتين تكون المركبة العاملة فيها موازية للسطح وتتناسب مع جيب زاوية السطح المنحدر الذي يصنعها مع الخط الأفقي θ. تكون القوى المتوازنة على الجسم B وضع على سطح منحدر S على الشكل التالي وذلك بإهمال مقاومة الهواء، (ما عدا التي تكون بسرعات عالية):
- القوة الناظمية (قوة رد الفعل) N التي يؤثر بها السطح S على B.
- قوة الجاذبية الأرضية mg تؤثر رأسيا إلى الأسفل، حيث تحلل إلى مركبتين هما mg.sinθ وmg.cosθ حيث تكون الأخيرة هي القوة الممانعة للرفع.
- قوة الاحتكاك f التي تؤثر تأثيرًا موازيًا للسطح S بعكس جهة حركة الجسم.

يمكننا أن نقسم القوى الجاذبة mg إلى اتجاهين، أحدهما عمودي على السطح S والآخر موازي له.
- وحيث أنه لا يوجد أي حركة عمودية على السطح S، فإن قوة رد الفعل (القوة الناظمية) للسطح N يجب أن تكون مساوية وبعكس القوة الجاذبية mgcosθ.
- إذا كان ما تبقى من عناصر قوة الجاذبية الأرضية الموازية للسطح mg.sin θ أكبر من قوة الاحتكاك f فان الجسم B سوف ينزلق إلى الأسفل (إذا كان حراً) مع تسارع = g.sinθ - FK/m، حيث FK هي قوة الاحتكاك الحركية. وإلا فإن الجسم سيبقى ثابتاً.

عندما تكون زاوية المنحدر θ تساوي صفر (سطح أفقي)، يؤدي إلى أن sinθ تكون صفر وبهذه الحالة يكون الجسم B ساكن لا يتحرك.

## المنحدر في الهندسة المعمارية
المنحدر في الهندسة المعمارية يُستعمل لتوصيل سطحين موجودين على ارتفاعات مختلفة.
- سطح المنحدر يمكن أن يكون مستوياً أو لولبياً (رسم واظهار منحدر حلزوني اسطواني ( ميلان 9%))
- يجب أن لا يتجاوز ميلان المنحدر 6 ٪، لسهولة الاستخدام، حتى من جانب الأشخاص ذوي الاحتياجات الخاصة.
- يجب أن لا يتجاوز ميلان الطريق المنحدر للمركبات 20٪.بداية ونهاية الطريق = 6 ٪. يُوصى 12 ٪ كميلان للمنحدر.

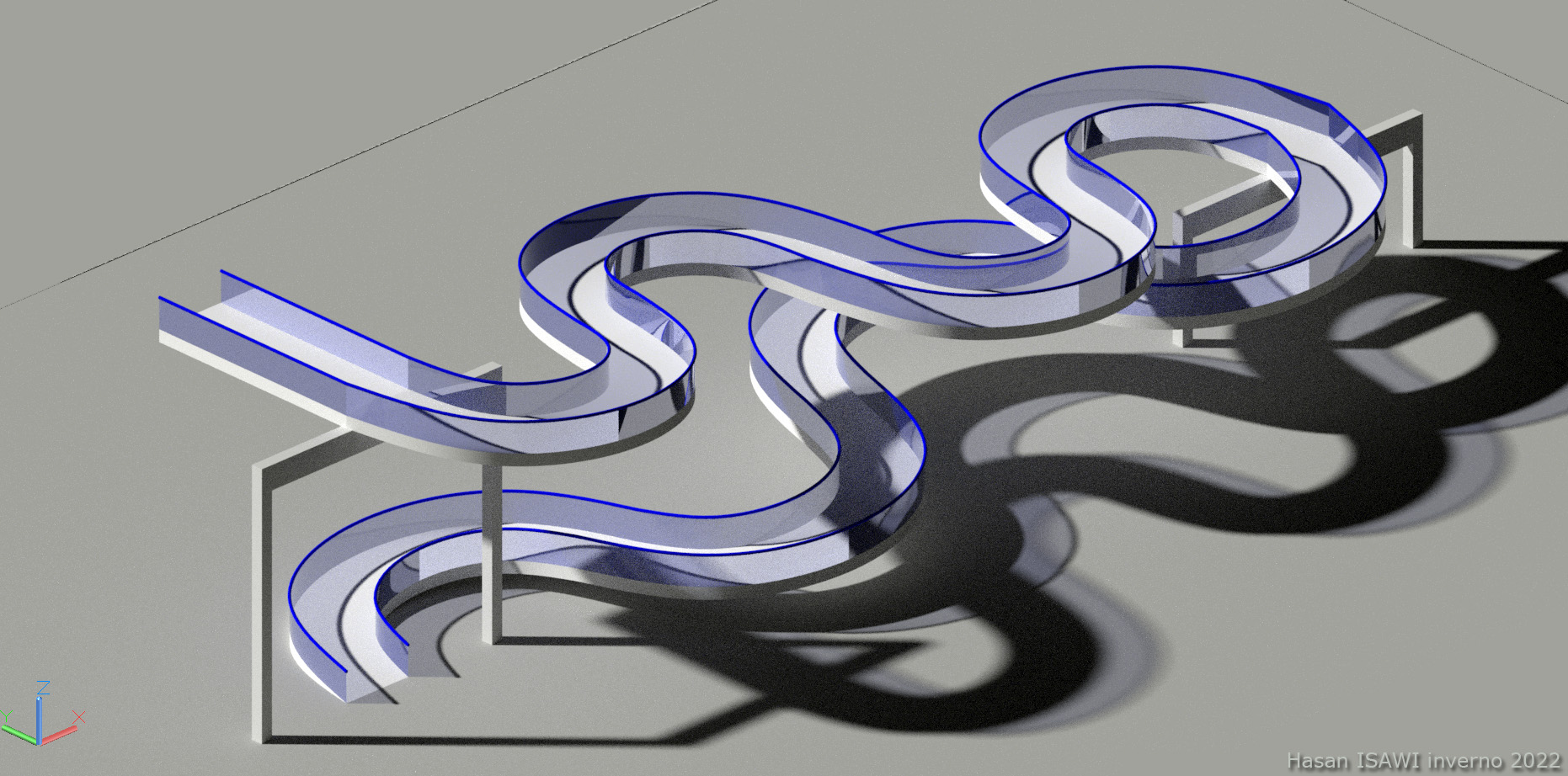
منحدر حلزوني متعدد المراكز

### معرض صور

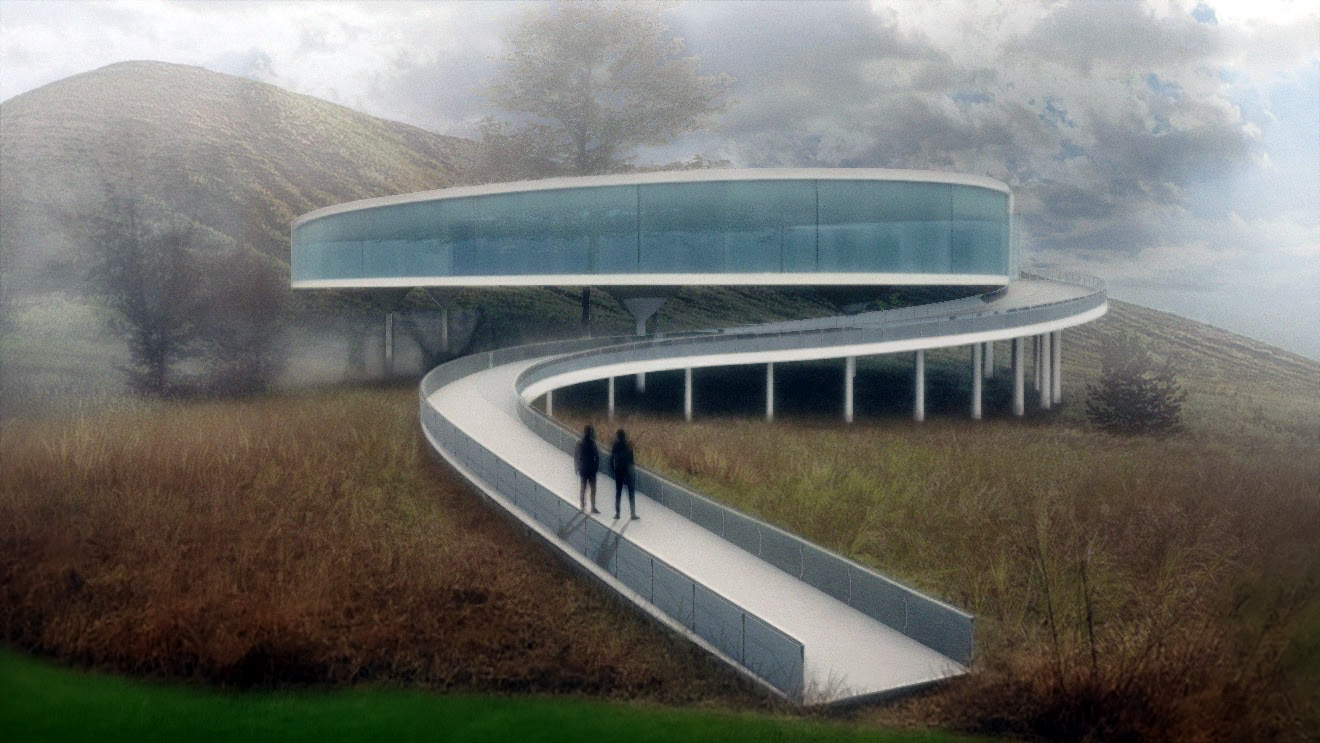
منحدر متعدد المراكز- polycentric helical ramp